# کلیسای جامع سنت جان
کلیسای جامع سنت جان(به انگلیسی: Cathedral of St. John the Divine) یک کلیسای جامع در نیویورک است که در شماره ۱۰۴۷ خیابان آمستردام, نیویورک سیتی, نیویورک قرار دارد. این کلیسا با کلیسای جامع لیورپول به عنوان بزرگترین کلیسای جامع و بزرگترین کلیسای وابسته به کلیسای انگلیس اختلاف دارد. همچنین به عنوان چهارمین کلیسای بزرگ مسیحیت در دنیا. مساحت درونی آن ۱۲۱٬۰۰۰ فوت مربع (۱۱٬۲۰۰ متر مربع)، که طولی به اندازه ۱۸۳٫۲ متر (۶۰۱ فوت) و ارتفاعی ۷۰٫۷ متر (۲۳۲ فوت) شامل می‌شود.
کلیسا در ۱۸۸۸ طراحی شد و در سال ۱۸۹۲، شروع به ساخت شد، بعد از یک آتش‌سوزی بزرگ در ۱۸ دسامبر ۲۰۰۱ کلیسا برای تعمیرات بسته شد و در نوامبر ۲۰۰۸ باز گردید.

## نگارخانه

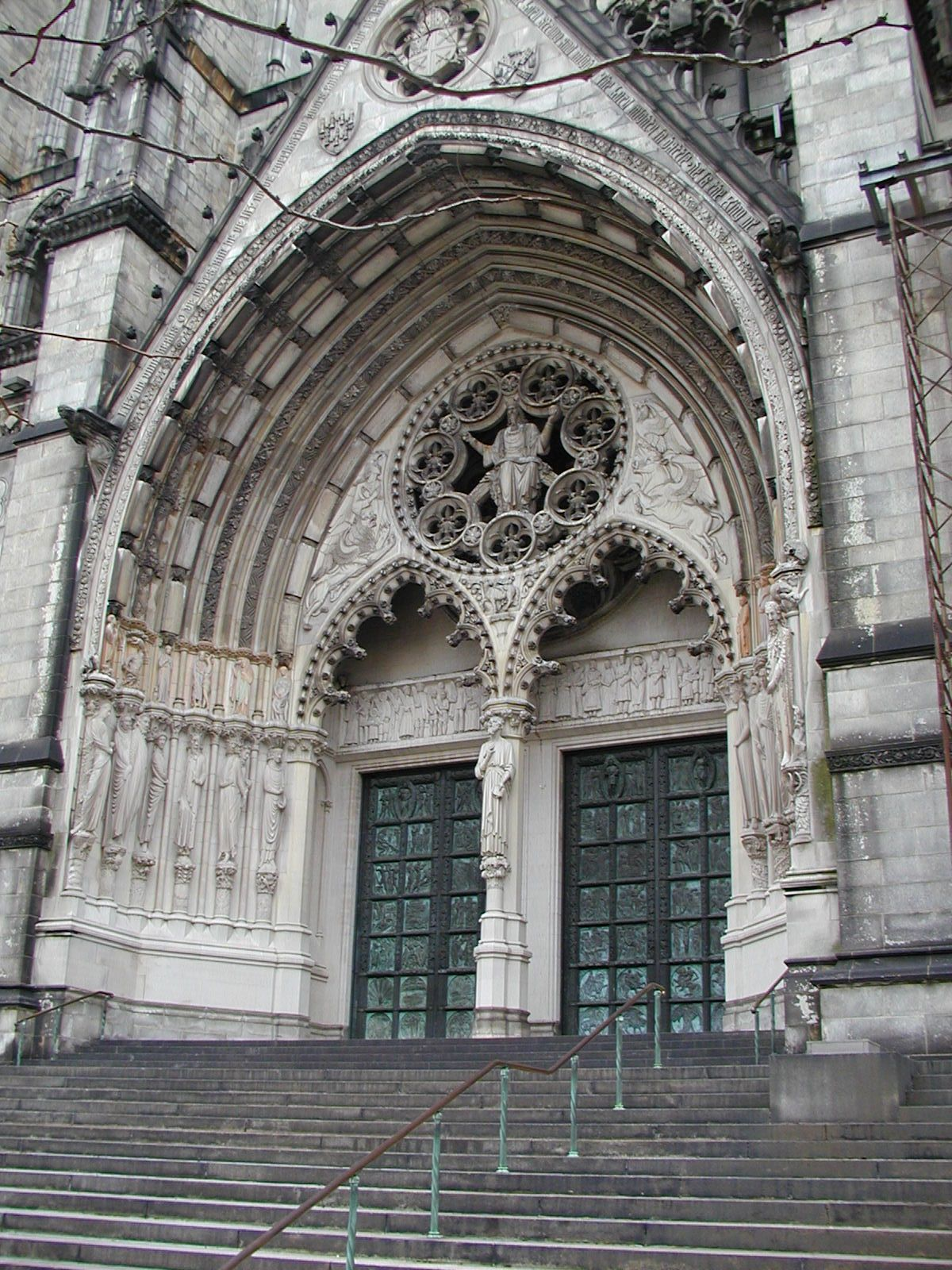
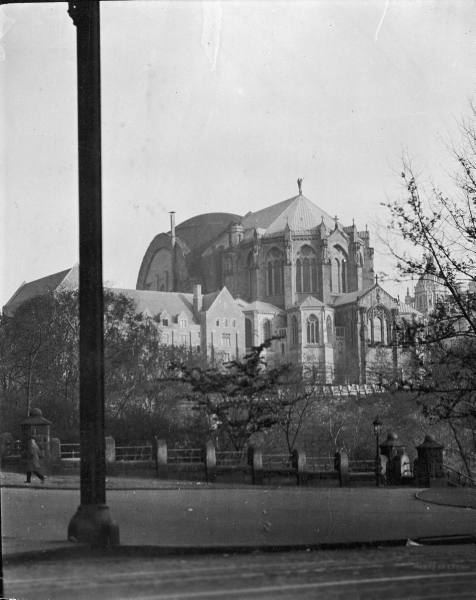
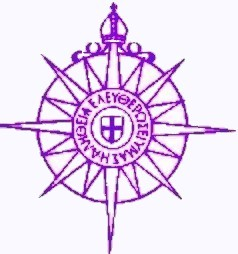
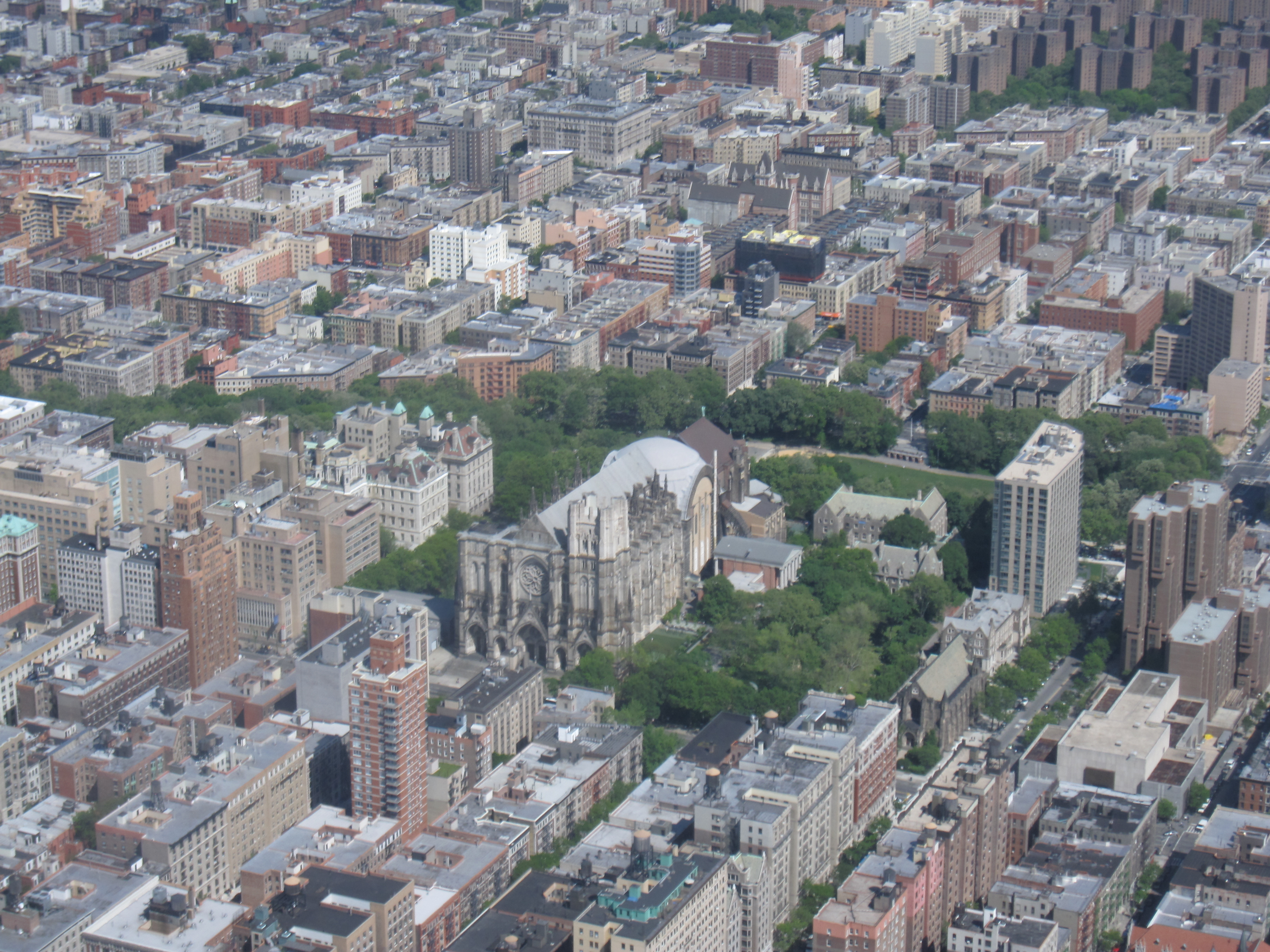
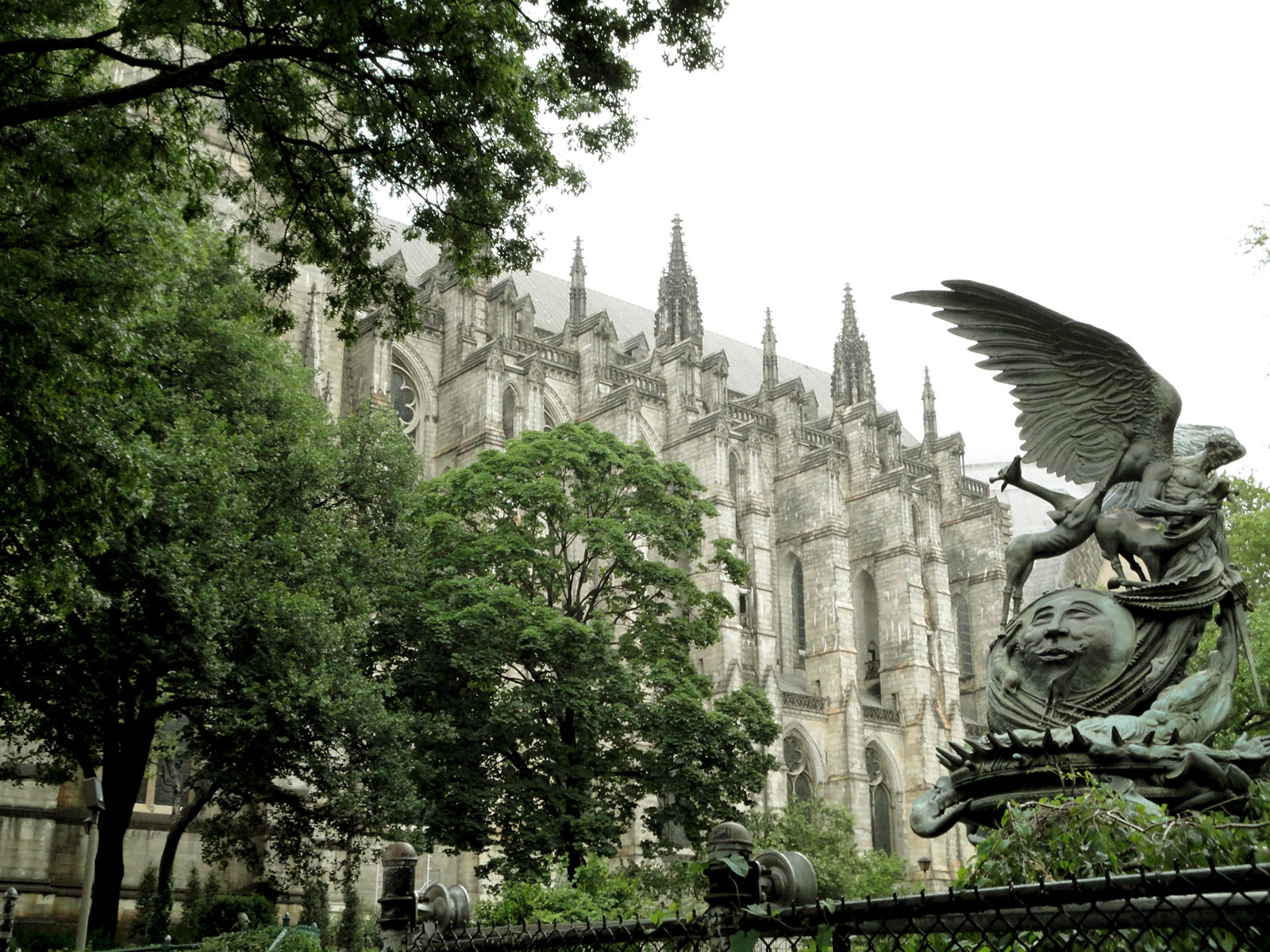

- دونالد ترامپ و ملانیا در کلیسای سنت جانز